# 畠山豪介
畠山 豪介（はたけやま ごうすけ、1987年6月2日 - ）は、日本の男性声優、俳優。岩手県出身。演劇研究所ガラクタらぼ主宰。漫画『裏でやんちゃな剛院田さん』（ヤングガンガン）原作協力。

## 来歴
大学の演劇部「劇団漠」にて俳優活動を行う。劇団と並行して漫画研究部にも所属しており、卒業論文のテーマは漫画『よつばと!』であったことを公表している。
大学を卒業した年の4月、インターナショナルメディア学院に入所。堀川りょうの下で声優の下積みを始める。同7月洋画「UKギャングスター」で吹き替えデビュー。当初はIAMエージェンシー、その2年後にアズリードカンパニーへと所属を変える。2015年4月よりフリーだったが、2024年4月よりエヌ・クリエイションに所属している。
2022年1月27日に結婚を発表し、2024年8月に第一子誕生を発表。

## 人物
外国映画の吹き替えを中心に、女性向けゲームの美男子キャラからムキムキマッチョな外国人役まで、幅広い役柄を演じる。舞台でもお爺ちゃん博士からコメディ役・ホラー役まで、様々なシチュエーション・年齢の人物を演じている。
プライベートで女性に振られるとショックで家に帰らず放浪する癖があり、その間アルバイト先や友人の家などを転々としながら生活していたが、のちに自身のラジオで「寝る場所には困ったが金があって飯が食えるだけマシ。学生時代に金が無くて体育館裏の草食ってた時の方がずっと辛かった。」と語っている。現在は妻子とともに都内のしかるべき住所に在住。

## 出演
太字はメインキャラクター。

### テレビアニメ
- 普通の女子校生が【ろこどる】やってみた。（2014年、ディレクター）
- 未確認で進行形（2014年、販売車のアナウンス）
- 名探偵コナン（2014年、機動隊員）
- はがねオーケストラ（2016年、ヤナギ[5]）

### Webアニメ
- 富士ヨット『ko・ma・chi』[6]（2013年）

### ゲーム
- 久遠の絆 再臨詔フルボイス版（2011年、惟常）
- ブレイブソングオンライン（2011年、忍者、セト兵士）
- 王様ノ蝶（2013年、シーニャ）
- 死神メサイア（2013年、ヴァン）
- プリンセスメーカー（2015年、大臣コンラッド[7]）
- サバクのネズミ団（2016年、紹介映像ナレーション）
- はがねオーケストラ（2016年、ヤナギ、アブドゥル）
- 電車運転指令!東京湾編（2017年、紹介映像ナレーション）
- ガチャレーシング2nd（2018年、プロモーション映像ナレーション）
- さらばパラノイア学園（2019年、不破大和[8]）
- ANNO Mutationem（2022年、多数キャラクター）
- ガーディアンテイルズ(2022年、多数キャラクター)

### 吹き替え

#### 映画
- アラジン 新たなる冒険（カリド[9]）
- アローン・イン・ザ・ゼット（クリス）
- エンド・オブ・ザ・デイズ（オデ[10]）
- お気にめすまま（エディ〈マイケル・マッキーン〉）※DVD版
- おしゃれパピーズ ココ&ステラ（ミシェル[11]）
- グレイハウンド
- サーシャと魔法のワンダーランド（サーシャのペット）
- ザ・スネーク（ヘンリー）
- ザ・トランスポーター（ニーニョ〈ヘスース・カストロ〉[12]）
- ザ・トランスポーター ロンドン・ミッション（運転手[13]）
- THE BAD
- ザ・ファイブｰ残されたDNAｰ
- シーフード（ラリー）
- シー・バトル 戦艦クイーン・エリザベスを追え!!（メフメト・アリ[14]）
- シャーク・キラー
- 祝宴!シェフ（助っ人A）
- スーパー!（トビー）
- ソフィーマルソーのSEX♡LOVE&セラピー（ベンジャミン[15]）
- タイガー&ラビット レジェンド・オブ・ファイヤー（フー[16]）
- ダラス・バイヤーズクラブ（タッカー〈スティーヴ・ザーン〉）
- チョコレート・ガール バッド・アス!!（ネーウ）
- テロ、ライブ（犯人〈イ・デヴィッド〉）
- ドラゴン・ウォリアーズ（キャミラン）
- ニューヨーク ザ・ギャング・シティ 明日なき2人（サミー）
- ハイジ アルプスの物語
- パッセージ 牙剥く森
- 無頼漢 渇いた罪（チョン・ジェゴン[17]）
- ブラッド・チェイサー 呪術捜査線（ボイド刑事〈コール・ハウザー〉[18]）
- プレデター2012（ロス）
- プロヴァンスの休日（アドリアン[19]）
- ベル&セバスチャン（中尉[20]）
- ぼくと魔法の言葉たち（オーウェン）
- ぼくを探しに（ポール / マルセル[21]）
- マージン・コール（ピーター・サリヴァン〈ザカリー・クイント〉）
- 南の島のリゾート式恋愛セラピー（サルバドール）
- 燃えよ!じじぃドラゴン 龍虎激闘（チョン）
- リメインダー〜失われし記憶の欠片〜
- レジェンド・オブ・アーク〜ノアの秘宝〜（ベラス）
- ローグ・ウォリアー 全面戦争（ブリスター[22]）
- 牢獄処刑人（フランシス・コロネル）
- ロブスター（トレーナー[23]）
- ロスト・リバー（ブリー〈マット・スミス〉[24]）
- 惑星戦記ナイデニオン（タイラー）
- レノン・リポート 世紀のスクープ(アラン)

#### ドラマ
- 世にもおぞましい物語‐CREEPED OUT‐[25]

#### アニメ
- コマンダー・クラーク（フランス語版）（2018年、コング[26]）
- 空とぶニコ!!
- リトル・バード ボクたちの世界大冒険!（黄の鳥[27]）

### ボイスオーバー
- 分断された音楽の架け橋

### ボイスドラマ
- プラトニックブラッド（アメジスト・ソルフェリノ）
- この恋は絶対王政（篠山冬樹[28]）

### 舞台
2013年
- ソロアクトライブ アイデアジャンキー

2014年
- ソロアクトライブvol.2 六畳一間の帝王学
- 演劇研究所ガラクタらぼ試作品第一号「ムジナの唄」作／演出（ケビン役）

2015年
- 劇団fool第十回公演「夢〜最炎〜」（風間優）
- 演劇研究所ガラクタらぼ試作品第二号「無敵戦艦アシハラ！」作／演出（佐川鶉平役）

2016年
- 劇団fool第十二回公演「闇」「光」（コヨミ）
- 劇研究所ガラクタらぼ試作品第三号「STEAL!〜大泥棒のベンジャミン〜」作／演出
- 7millions-ナナミリオンズ-「コダワレバコソ」
- GIM-SHAKEクリスマスコントライブ「TURBO-MAN」

2017年
- 生誕30周年記念コント公演「無頼の流儀」作／演出
- 劇研究所ガラクタらぼ試作品第四号「ヨミノサクラ」作／演出（犬飼役）

2018年
- 演劇研究所ガラクタらぼ完成品第一号「SCRAPPED HEARTS」作／演出（M-1役）

2019年
- 畠山豪介プロデュース公演「無頼の流儀2ーパパ、ヒーローをやっつけてー」作／演出（長谷川幸司役）
- 完成品第二号 「STEAL!-夜明けの審美眼-」作／演出（スティール役）

2021年
演劇研究所ガラクタらぼ完成品第三号「ヒミツノオト」（真田役）
2022年
演劇研究所ガラクタらぼ完成品第四号「今宵、ガス灯が消えたら。」（杉村/永倉新八役）
2023年
演劇研究所ガラクタらぼ完成品第五号「出会え！マッチング侍」（ロビン役）

### CD
- 向日葵のタネ（Garakutalover, Winter Gemini ボーカル）